# Sotrami-Goldmine
Die Sotrami-Goldmine (Sociedad de Trabajadores Mineros, S.A.) ist eine Minen-Kooperative in der Atacama-Wüste des südamerikanischen Anden-Staates Peru.

## Fairtrade
Die Sotrami-Goldminen-Kooperative war im Jahr 2011 nach der Cotapata-Goldmine die zweite Gold-Produktionsstätte, die mit dem Gütesiegel von Fairtrade und Fairmined als Fairtrade-Organisation ausgezeichnet worden ist.
Als „Fairer Handel“ (englisch Fair Trade) wird ein kontrollierter Handel bezeichnet, bei dem den Erzeugern für die gehandelten Produkte mindestens ein von Fair-Trade-Organisationen festgelegter Mindestpreis bezahlt wird, der über dem jeweiligen Weltmarktpreis angesetzt ist. Damit soll den Produzenten ein höheres und verlässlicheres Einkommen als im herkömmlichen Handel ermöglicht werden. Dazu wird außerdem versucht, langfristige „partnerschaftliche“ Beziehungen zwischen Händlern und Erzeugern aufzubauen. In der Produktion sollen außerdem internationale sowie von den Organisationen vorgeschriebene Umwelt- und Sozialstandards eingehalten werden.
Neben der Sotrami-Goldmine in Peru sind derzeit nur zwei weitere Gold-Produktionsstätten mit dem Fairtrade-Siegel ausgezeichnet: die Cotapata-Goldmine in Bolivien und das Oro-Verde-Projekt in Kolumbien.

## Sociedad de Trabajadores Mineros, S.A.
Die Kooperative Sociedad de Trabajadores Mineros wurde im Jahr 1989 gegründet, nachdem arbeitslose Bergbauarbeiter in den 1980er Jahren in der Region Santa Filomena in verlassenen Bergstollen mit dem Schürfen von Gold begonnen hatten, dort am Ende des Jahrzehnts die Kooperative gründeten und Schürflizenzen erwarben. Nach einem zweijährigen intensiven Prüfungsverfahren durch die Zertifizierungs-Organisation FLO-Cert wurde Sotrami im Mai 2011 die erste Fairtrade-zertifizierte Mine in Peru.
Die Arbeiter der Sotrami-Kooperative erhalten regelmäßige medizinische Kontrollen und werden zu den Sicherheitsstandards, unter anderem auch im verantwortlichen Umgang mit Chemikalien sowie hinsichtlich der Sicherheit in den Stollen geschult. „Die Minenarbeiter müssen immer ihre Sicherheitsausrüstung tragen, denn es ist sehr wichtig, dass die Arbeiter bei guter Gesundheit, ruhig und konzentriert arbeiten können“, erklärt Benjamín Vasquez, einer der Goldgräber.
Auch einige Frauen arbeiten für die Sotrami S.A. in Santa Filomena, allerdings nicht direkt im Stollen, sondern als sogenannte 'Pallaqueras', die für das Vorsortieren des goldhaltigen Gesteins verantwortlich sind. Die Frauen sind in einer Kooperative organisiert und teilen am Ende jeden Monats ihre Einkünfte untereinander auf. Kinderarbeit ist in den Fairtrade-zertifizierten Minen grundsätzlich verboten.

## Lage der Goldmine
Die Abbaustollen der Sotrami-Goldmine befinden sich zu großen Teile im Deckgebirge unter der Ortschaft Santa Filomena in der Provinz Lucanas in der Region Ayacucho. Man erreicht Santa Filomena über die Ortschaft Yauca an der Küstenstraße Ruta nacional PE-15, von der aus die Carretera AR-103 in nördlicher Richtung den Río Yuca entlang bis Jaquí führt. Von dort aus zweigt eine unbefestigte Landstraße in nordöstlicher Richtung ab, folgt bis Laitaruma dem Lauf des Quebarada Pampa und erreicht dann auf kurvenreicher Strecke in nördlicher Richtung Santa Filomena.